# CARNATION WILD FANTASY TOUR 2006
『CARNATION WILD FANTASY TOUR 2006』（カーネーション・ワイルド・ファンタジー・ツアー）は、カーネーションのライブ・アルバム。2006年11月29日にListen Japanより配信。

## 収録曲
1. 幻想列車（東京 LIQUID ROOM Ebisu/2006.9.3）
2. ルネッサンス（名古屋 TOKUZO/2006.9.18）
3. 獣たち（福岡 LIVE HOUSE CB/2006.9.9）
4. Wild Fantasy（名古屋 TOKUZO/2006.9.18）
5. あの日どこかで（東京 LIQUID ROOM Ebisu/2006.9.3）
6. Edo River（名古屋 TOKUZO/2006.9.18）
7. Angel（名古屋 TOKUZO/2006.9.18）
8. たのんだぜベイビー（名古屋 TOKUZO/2006.9.18）
9. PARADISE EXPRESS（大阪 心斎橋クラブクアトロ/2006.9.17 ）
10. 100人のガールフレンド（名古屋 TOKUZO/2006.9.18）
11. 直枝政広セルフ・ボイス・コメント - 幻想列車 [アルバム特典]
12. 直枝政広セルフ・ボイス・コメント - ルネッサンス [アルバム特典]
13. 直枝政広セルフ・ボイス・コメント - 獣たち [アルバム特典]
14. 直枝政広セルフ・ボイス・コメント - Wild Fantasy [アルバム特典]
15. 直枝政広セルフ・ボイス・コメント - あの日どこかで [アルバム特典]
16. 直枝政広セルフ・ボイス・コメント - Edo River [アルバム特典]
17. 直枝政広セルフ・ボイス・コメント - Angel [アルバム特典]
18. 直枝政広セルフ・ボイス・コメント - たのんだぜベイビー [アルバム特典]
19. 直枝政広セルフ・ボイス・コメント - PARADISE EXPRESS [アルバム特典]
20. 直枝政広セルフ・ボイス・コメント - 100人のガールフレンド [アルバム特典]